# Horst Degen

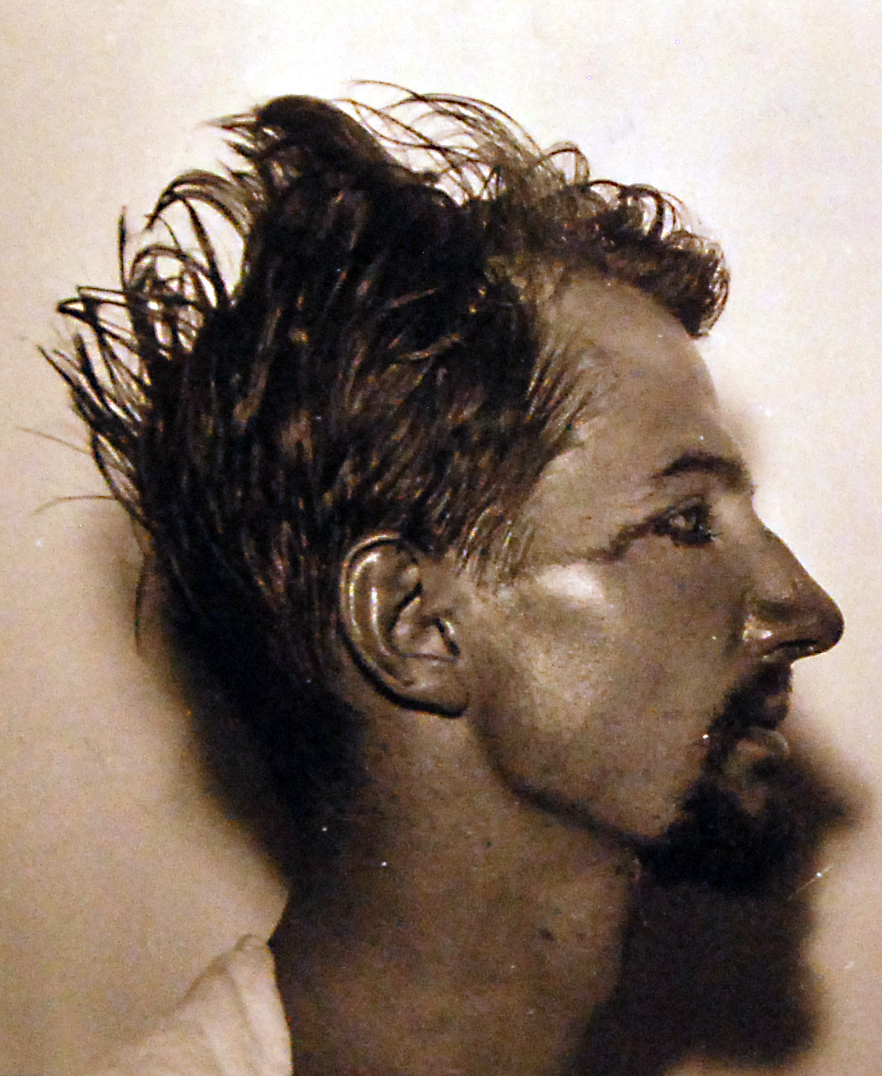
Horst Degen, kurz nach seiner Gefangennahme im Juli 1942

Horst Degen (* 19. Juli 1913 in Hemer; † 29. Januar 1996 in Lüneburg) war ein deutscher Marineoffizier, zuletzt Kapitänleutnant, und U-Boot-Kommandant im Zweiten Weltkrieg. Mit dem von ihm kommandierten U 701 operierte er im Nordatlantik vor der Küste der Vereinigten Staaten und war mit elf versenkten Schiffen (davon vier Kriegsschiffen) mit einer Tonnage von insgesamt 27.056 und fünf beschädigten Handelsschiffen mit 38.283 BRT, wobei 176 Menschen starben, der erfolgreichste Kommandant der in US-Gewässern fahrenden deutschen U-Boote. Am 7. Juli 1942 wurde sein U-Boot vor Kap Hatteras von einem US-amerikanischen Flugzeug versenkt. Mit dem größeren Teil seiner Besatzung trieb er zwei Tage im Meer und erlebte den Tod der meisten seiner Männer, bis er mit sechs weiteren Überlebenden in einer spektakulären Rettungsaktion mit einem Wasserflugzeug gerettet wurde und in US-amerikanische Kriegsgefangenschaft geriet. Nach dem Krieg war Degen als Geschäftsführer im Wein- und Spirituosenhandel und später im Autohandel tätig.

## Leben

### Herkunftsfamilie und Kindheit
Horst Degen wurde als Sohn des Beamten und späteren Hemerer Bürgermeisters Carl Degen und seiner Frau Josephine geboren und wuchs mit zwei Schwestern auf. Bereits als Kind verlor er beide Eltern, weshalb sich, als er noch keine 16 Jahre alt war, seine ältere, 23-jährige Schwester Hanna und ihr Mann um ihn und seine zehnjährige Schwester kümmern mussten. Später lebte er in Hamburg. Als er kurz vor seinem 29. Geburtstag als U-Boot-Kommandant schiffbrüchig wurde, war auch seine jüngere Schwester bereits verheiratet, er jedoch noch nicht.

### Ausbildung als Marineoffizier
Während seines letzten Jahres am Gymnasium bewarb sich Degen an der Marineakademie in Kiel, wozu er verschiedene körperliche, geistige und psychologische Prüfungen durchlaufen musste, darunter auch die Widerstandskraft gegen Stromschläge. Degen trat am 1. April 1933 als Seeoffiziersanwärter in die Reichsmarine ein und wurde der 4. Kompanie der II. Schiffstammabteilung der Ostsee in Stralsund zur infanteristischen Grundausbildung zugeteilt. Am 1. Juli 1933 wurde er auf das Segelschulschiff Gorch Fock versetzt und begann dort seine praktische Bordausbildung, die er nach seiner Ernennung zum Seekadetten am 23. September 1933 mit einer Weltreise auf dem Leichten Kreuzer Karlsruhe fortsetzte, wobei er unter anderem Australien, Hawaii, San Diego und Boston besuchte, bis er am 27. Juni 1934 wieder in Deutschland eintraf. Am 1. Juli 1934 wurde Degen zum Fähnrich zur See ernannt, und vom 12. Juli 1934 bis zum 18. April 1935 besuchte er den Hauptlehrgang für Fähnriche an der Marineschule in Flensburg-Mürwik sowie weitere Lehrgänge bis August 1939. In diesem Zeitraum erfolgte am 1. Juni 1935 die Umbenennung der Reichsmarine in Kriegsmarine. Am 1. April 1936 wurde Degen zum Oberfähnrich zur See, am 1. Oktober 1936 zum Leutnant zur See und am 1. Juni 1938 zum Oberleutnant zur See befördert. Mit Kriegsbeginn wurde Degen im September 1939 zweiter Wachoffizier, Torpedooffizier und funktechnischer Offizier auf dem Zerstörer Z 10 Hans Lody, wo er bis Juni 1940 verblieb. Er nahm hier unter anderem an der Operation Weserübung (Norwegen) teil und befand sich am 8. Juni 1940 in der Nähe des Schlachtschiffes Scharnhorst, als diese den britischen Flugzeugträger  Glorious versenkte.

### U-Boot-Ausbildung
Im Juli 1940 begann seine Ausbildung bei der U-Boot-Waffe, die er im Januar 1941 mit einem Kommandanten-Lehrgang in Kiel fortsetzte. Am 1. März 1941 wurde er zum Kapitänleutnant befördert. Von März bis Mai 1941 war er überplanmäßiger Kommandantenschüler auf U 552 unter dem Kommandanten Erich Topp, bei dessen von Saint-Nazaire ausgehender zweiter Feindfahrt vom 7. April bis zum 6. Mai 1941 drei Schiffe versenkt wurden und eines beschädigt wurde. Von Mai 1941 bis zum 15. Juli 1941 erhielt Degen die Baubelehrung für U 701 bei der Kriegsschiffbaulehrabteilung U-Nordsee in Bremen.

### Kommandant der U 701
Am 16. Juli 1941 wurde Degen zum Kommandanten von U 701 ernannt, dessen einziger Kommandant er blieb. Es wurde nun unter seinem Kommando erprobt und diente bis Dezember 1941 bei der 3. U-Flottille in Kiel als Ausbildungsboot mit Fahrten in der Ostsee. Am 27. Dezember 1941 lief U 701 mit dem Kommandanten Degen von Kiel zu seiner ersten Feindfahrt im Nordatlantik aus, die 45 Tage dauerte und bei der am 31. Dezember 1941 der Leutnant zur See Bernhard Weinitschke durch einen Unfall ums Leben kam und am 6. Januar 1942 der britische Dampfer Baron Erskine mit 3657 BRT versenkt wurde, wobei alle 41 Mann an Bord starben. Am 26. Februar 1942 verließ U 701 Saint-Nazaire und versenkte auf seiner zweiten, 35-tägigen Feindfahrt im Nordatlantik zwei Trawler mit zusammen 562 BRT und 32 Toten sowie zwei Hilfskriegsschiffe mit insgesamt 1048 t, und 74 Toten, um schließlich in Brest (Finistère) einzulaufen.
Horst Degens dritte Feindfahrt begann am 19. Mai 1942 von Brest aus und führte ihn nach einem kurzen Aufenthalt in der Nacht zum 20. Mai 1942 in Lorient in Hoheitsgewässer der Vereinigten Staaten, wo er am 11. Juni 1942 Seeminen vor Virginia Beach legte. Am 15. Juni 1942 lief das Hilfskriegsschiff HMS Kingston Ceylonite mit 448 t aus dem Geleitzug KN 109 auf eine dieser Minen und sank, wobei 18 Menschen starben, während zwei Handelsschiffe und ein Zerstörer beschädigt wurden, wobei ein Mann starb. Am 17. Juni 1942 sank durch eine dieser Minen zudem das amerikanische Handelsschiff Santore mit 7117 BRT, wobei drei Menschen starben. In den folgenden Tagen kam Degen zu weiteren Erfolgen: Am 19. Juni 1942 wurde das amerikanische Hilfskriegsschiff USS YP-389 mit 170 t durch Artilleriebeschuss versenkt, wobei 6 Menschen starben. Durch Torpedos beschädigt wurden das norwegische Handelsschiff Tamesis mit 7256 BRT und der britische Tanker British Freedom mit 6985 BRT, wodurch auf letzterem ein Mann starb. Schließlich gelang in der Nacht vom 28. zum 29. Juni 1942 die Versenkung des US-amerikanischen Tankers William Rockefeller, der damals mit 14.054 BRT einer der größten Tanker der Welt war, mit zwei Torpedos, wobei aber die ganze 50-köpfige Besatzung gerettet wurde. So versenkte U 701 auf seiner dritten Feindfahrt vier Schiffe mit 21.789 BRT, beschädigte fünf weitere Schiffe mit 38.283 BRT und tötete dadurch 29 Menschen, wodurch Horst Degen mit seinem U-Boot die meisten Versenkungen vor der Atlantikküste der USA erreichte und zu einem Hauptziel des Gegners wurde. Ende Juni lauerte er vor Kap Hatteras und wartete auf ein weiteres Ziel, bevor das U-Boot die Rückreise über den Atlantik antreten sollte, doch wurde acht Tage lang kein Schiff gesehen.

### Versenkung von U 701
Am Nachmittag des 7. Juli 1942 befand sich U 701 auf Überwasserfahrt vor Kap Hatteras, als bei ruhiger See aus den Wolken plötzlich ein US-amerikanisches Hudson-Flugzeug auftauchte, das von Harry Kane gesteuert wurde. Trotz Alarmtauchens war das Boot erst knapp unter dem Wasser, als es zwei von drei abgeworfenen Wasserbomben direkt trafen. Durch ein Loch am Heck drang rasch Wasser ins schnell sinkende Boot ein. Degen konnte das Turmluk mit Leichtigkeit öffnen und gelangte durch dieses mit 17 seiner Männer ins Freie, während weitere 18 das Boot durch die Torpedorohre am Bug verließen, ohne dass er hiervon erfuhr. Folglich gingen sieben Mann mit dem Boot unter, in dem auch die Geheimdokumente und die Enigma verblieben.

### Odyssee im Atlantik

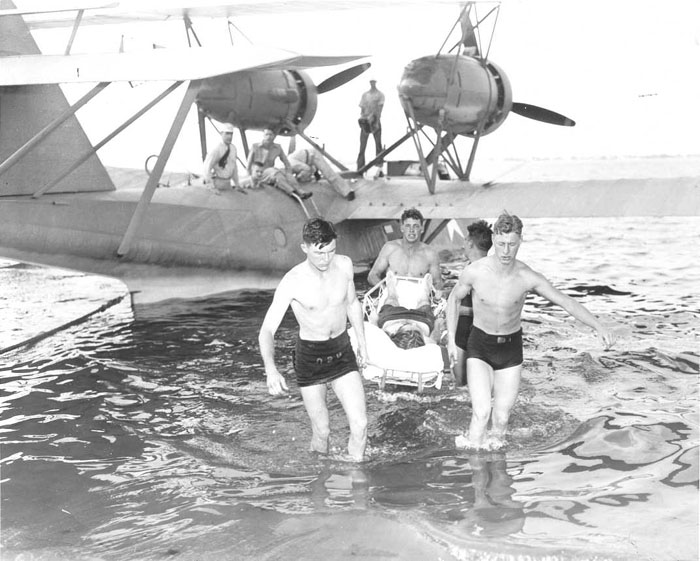
Die 7 Überlebenden von U 701 werden in Naval Station Norfolk an Land gebracht, 9. Juli 1942

Degens 18-köpfige Gruppe von U-Boot-Fahrern hatte drei Tauchretter und drei Rettungswesten, von denen zwei vom Bomber abgeworfen worden waren. Trotz Degens Warnung machten sich zwei Männer – Hansel und Lange – auf den Weg, um schwimmend das etwa 30 Seemeilen entfernte Ufer zu erreichen. Sie wurden nie wieder gesehen. Die folgenden zwei Tage wurden zu einem Albtraum, denn nach und nach verließen die Kameraden ihre Kräfte, und einer nach dem anderen ertrank. Degen überlebte nach eigener Aussage vor allem deshalb, weil der Obersteuermann Günter Kunert ihn immer wieder unterstützte. Ein Schiff der US-Küstenwache fuhr am 8. Juli in rund 2 km Entfernung an der Gruppe vorbei, ohne ihre Hilferufe zu bemerken. Auch Flugzeuge flogen über sie hinweg, ohne etwas zu sehen. In der Nacht vom 8. zum 9. Juli trieben den Schiffbrüchigen eine Kokosnuss und eine Zitrone entgegen, die für eine leichte Stillung des Hungers und Durstes sorgten. Dennoch starben auch in dieser Nacht drei weitere Kameraden, so dass nur noch vier Mann, unter ihnen Degen, übrig waren. Am Morgen des 9. Juli 1942 entdeckte ein Luftschiff der United States Navy die Schiffbrüchigen und warf ein Schlauchboot mit Trinkwasser und Nahrungsmitteln ab. Günther Kunert, Ludwig Vaupel und Herbert Grotheer, fast am Ende ihrer Kräfte, kletterten ins Boot und sahen erst kurz darauf den bewusstlosen Degen, den sie ins Boot zogen. Das Meer war inzwischen wild bewegt. Am selben Tag um 16.05 Uhr landete ein Wasserflugzeug der US-Küstenwache bei hohem Wellengang nahe dem Schlauchboot und holte Degen und seine drei überlebenden Männer an Bord – 49 Stunden nach der Versenkung, etwa 65 Seemeilen von der Stelle entfernt und rund 110 von der Küste weg. An Bord befanden sich drei weitere seiner Männer – Gerhard Schwendel, Werner Seldte und Bruno Faust – aus der anderen Gruppe, die in bis zu fünf Seemeilen Entfernung gerettet worden waren. Somit hatten nur sieben Mann von 46 überlebt und waren nun Kriegsgefangene der Vereinigten Staaten.
Der Pilot Richard L. Burke flog die sieben Überlebenden zum Marinestützpunkt Naval Station Norfolk in Norfolk (Virginia). Er erhielt für die Rettung der deutschen U-Boot-Fahrer das Distinguished Flying Cross.

### Gefangenschaft
Degen und die sechs anderen Gefangenen wurden zunächst zwei Tage lang in Naval Station Norfolk medizinisch versorgt, ehe sie zum Verhör nach Fort Devens in Massachusetts kamen. Hier wurden sie zwei Monate von Offizieren der United States Army und Navy intensiv verhört. Eine wichtige Rolle spielte hierbei, dass in der Neumondnacht Mitte Juni 1942 acht deutsche Agenten von den U-Booten U 202 und U 584 an der US-Küste abgesetzt worden waren. George Dasch und Ernst Berger hatten die Mission verraten und sich in Hoffnung auf milde Behandlung an das Federal Bureau of Investigation gewandt, so dass bis zum 27. Juni alle Agenten gefangen waren. Die US-Amerikaner hatten einen in den Verhören der Agenten erhärteten Verdacht, dass ein drittes U-Boot mit zwei Agenten zur selben Zeit wie U 202 und U 584 Lorient verlassen haben könne, und sie nahmen an, dass es U 701 war. Sie vermuteten dies um so mehr, als Degen, um seine Verantwortung für die Verminungsaktion vor Virginia Beach zu verbergen, das Datum des Auslaufens von U 701 aus Lorient nicht preisgeben wollte. Nach Drohungen der vernehmenden Offiziere mit einem Sondergericht und der Todesstrafe war Degen schließlich bereit, das Datum des Auslaufens – 19. Mai 1942 – preiszugeben. Anfang August wurde ein Gespräch von Degen mit dem Mitgefangenen Oberleutnant zur See Oskar Bernhard von U 352 abgehört, in dem er zum Ausdruck brachte, nicht wie die sechs deutschen Agenten hingerichtet werden zu wollen, und so seine Aussagebereitschaft rechtfertigte. Er wusste nur sehr wenig über die Spionagemission und konnte den US-Amerikanern keine brauchbaren Informationen liefern. Degen und seinen sechs Männern gelang es zudem, ihre Rolle beim Minenlegen geheim zu halten. Dies blieb 40 Jahre lang unbekannt.
Im September 1942 endeten schließlich die Verhöre, und die sieben Gefangenen von U 701 wurden in verschiedene Gefangenenlager gebracht. Zu dieser Zeit waren nur 33 andere U-Boot-Fahrer in US-amerikanischer Kriegsgefangenschaft, nämlich die Überlebenden der Versenkung von U 352 am 9. Mai 1942. Horst Degen kam zunächst nach Camp Blanding südlich von Jacksonville in Florida, doch Anfang 1944 wurde er wie die anderen U-Boot-Gefangenen in das Lager Camp Papago Park im Osten von Phoenix in Arizona verlegt. Auf Grund seiner Englischkenntnisse wurde Horst Degen im Verwaltungszentrum von Camp Papago Park beschäftigt. Später bekannte Degen, dass er darunter litt, seine sechs überlebenden Männer von U 701 in Camp Papago Park nicht sehen zu dürfen, da generell Offiziere und Mannschaften in den Gefangenenlagern der USA getrennt wurden. Erst im Sommer 1946 in Deutschland sahen sich die sieben wieder.

### Nachkriegszeit
Im Juni 1946 kehrte Horst Degen aus der Gefangenschaft nach Deutschland zurück. Am 6. Juni traf er mit dem Schiff in Hamburg ein und wurde freigelassen. Nur wenige Tage später lernte er seine spätere Ehefrau, die 30-jährige Witwe Lotte Dressler, kennen, deren Ehemann 1943 an der Ostfront gefallen war und mit dem sie zwei Söhne hatte. 1948 kam der gemeinsame Sohn von Lotte und Horst Degen, Günther, zur Welt. Horst Degen leitete nun das Unternehmen der Familie seiner Ehefrau, eine Wein- und Spirituosenhandlung in Lüneburg, die 1964 verkauft wurde. Degen wechselte nun zum örtlichen Ford-Autohändler und wurde bald darauf dessen Geschäftsführer. 1978 trat er in den Ruhestand und starb 1996 in Lüneburg im Alter von 82 Jahren.

## Horst Degen und sein Gegner Harry Kane, Rezeption
Eine erste kurze Begegnung zwischen Horst Degen und seinem siegreichen Gegner, dem Bomberpiloten Harry Kane, gab es bereits kurz nach Degens Gefangennahme, als Kane und seine Flugzeugbesatzung Degen im Krankenhaus von Norfolk aufsuchten. Dabei drückte Kane auch sein Bedauern aus, dass er nicht mehr für die Rettung der U-Boot-Fahrer aus dem von ihm versenkten U-Boot hatte tun können.
Die Geschichte der beiden Kontrahenten wurde 37 Jahre später vom Hamburger Abendblatt aufgegriffen, nachdem Kane auf der Suche nach Degen sich an dieses gewandt hatte, und wurde Gegenstand einer Buchveröffentlichung des US-amerikanischen Autors Ed Offley mit dem Titel The Burning Shore. How Hitler's U-Boats Brought World War II to America, erschienen 2014.
Horst Degen sprach in seiner Familie nicht über die Kriegszeit. Im Mai 1968 sah er im Fernsehen einen Bericht darüber, dass die US Navy auf der Suche nach dem vermissten Atom-U-Boot Scorpion auf ein U-Boot-Wrack gestoßen sei. Auf einmal kamen seine Erinnerungen an die schlimmsten Tage seines Lebens, wie er seine Männer sterben sah, wieder hoch, und er entschloss sich, einen Brief an die US Navy zu schreiben, in dem er sein Bedauern für den Tod der im Krieg gefallenen US-amerikanischen Seeleute zum Ausdruck brachte. Es stellte sich allerdings bald heraus, dass es sich beim Wrack um die Reste eines von einem U-Boot versenkten Frachters handelte.
Es war allerdings Harry Kane, der Pilot des versenkenden Flugzeuges, der direkten Kontakt mit Degen suchte, als er durch eine Reihe von Tauchern gefundener U-Boot-Wracks an seinen einstigen Versenkungserfolg erinnert wurde, wobei U 701 nicht unter den gefundenen Wracks war. Schließlich schrieb Kane im Oktober 1979 an das Hamburger Abendblatt, das die Suchmeldung veröffentlichte und so binnen zwei Tagen eine Kontaktaufnahme Kanes mit Horst Degen ermöglichte. Hiermit begann ein langjähriger Austausch zwischen den einstigen Kontrahenten. 1982 besuchte schließlich Kane Degen in Lüneburg.

## Charakterbeschreibungen
Die vernehmenden Offiziere der US Navy beschrieben Degen als überschwänglichen Mann mit schnellem Verstand. Über seine Männer sprach er voller Empathie und war tieftraurig darüber, dass nur so wenige überlebten. Er hob auch hervor, dass die zwölf Ehemänner und Väter alle umgekommen waren, während sämtliche Überlebenden – auch er selbst – alleinstehend waren. Degen bewunderte zudem den ein Jahr jüngeren Kommandanten der U 552, Erich Topp, von dem er „alles gelernt“ habe. Hierdurch, und durch seine Entschlossenheit, habe er erhebliche Versenkungserfolge erzielt.

## Auszeichnungen
- Eisernes Kreuz (1939) II. und I. Klasse 1939 bzw. 1942
- Zerstörer-Kriegsabzeichen 1940
- U-Boot-Kriegsabzeichen (1939) am 10. Februar 1942